# Марш за федералізацію Сибіру

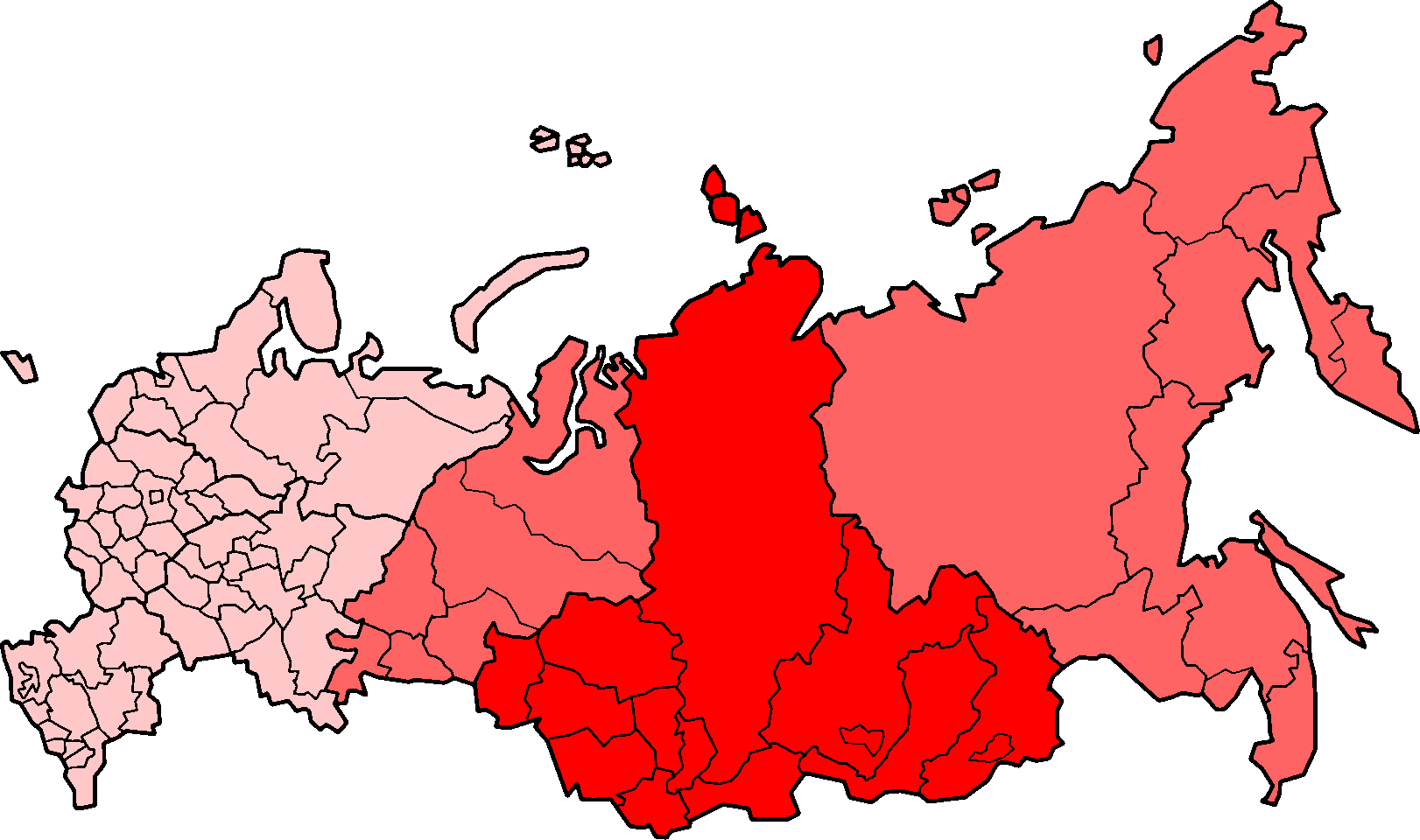
Сибір (блідочервоний) і Сибірський федеральний округ (червоний).

«Марш за федералізацію Сибіру» (рос. «Марш за федерализацию Сибири») — запланована на 17 серпня 2014 року у Новосибірську та інших містах Сибіру акція на підтримку утворення Сибірської республіки в складі Російської Федерації, яка мала пройти під гаслом «Досить годувати Москву!». Акція не відбулась через тиск з боку керівництва Росії.

## Мета акції
«Марш за федералізацію Сибіру» заплановано провести з метою утворення самостійної Сибірської республіки в складі Російської Федерації задля того, щоб кошти отримані від видобутку корисних копалин Сибіру залишалися в Сибірській республіці для розвитку її інфраструктури, а не вивозилися російськими олігархами за її межі.
Організатором акції є Артем Лоскутов. На думку Лоскутова запланований марш є частково намаганням сформулювати питання про майбутнє Сибіру.

## РеакціяКремля
Цей марш завчасно викликав справжній резонанс в російському суспільстві. Генеральна прокуратура і ФСБ Росії заблокували майже всі спільноти зустрічі в соціальних мережах, які швидко набували популярності (1 серпня 2014 року влада Росії заблокувала спільноту вконтакте «Марш за федералізацію Сибіру» та сторінку Артема Лоскутова ) і попередили про можливе блокування усіх ресурсів та ЗМІ, як російських, так і за кордоном, які розповсюджували інформацію про цей Марш, зокрема, й українські ЗМІ і заборонили проведення маршу, оскільки, за словами російської влади, «він загрожує непорушності конституційного ладу, територіальної цілісності і суверенітету РФ»

Мерія Новосибірська відмовилася узгодити акцію під назвою «Марш за федералізацію Сибіру». Відмова була підписана заступником мера Новосибірська Геннадієм Захаровим й оголошувала, що : 
|  | Для забезпечення непорушності конституційного ладу, територіальної цілісності і суверенітету РФ в проведенні маршу відмовити. |

Тому організатори акції подали в мерію нове повідомлення про проведення акції під назвою «Марш за непорушність конституційного ладу, зокрема за дотримання державою принципу федералізму, закріпленого в ст.1 і 5 Конституції Російської Федерації».

### ПозиціяЗМІ
Роскомнагляд виніс попередження 14 ЗМІ про неприпустимість розміщення інформації про «Марш за федералізацію Сибіру» і більшість ресурсів була змушена видалити будь-яку інформацію про цей Марш..

Чиновники Роскомнагляду були звернулися також і до українських ЗМІ з вимогою зняти публікації про марш за Федералізацію Сибіру. Зокрема така вимога надійшла до редакції сайту ТСН.ua, який розмістив публікацію про ініціативу активіста Артема Лоскутова провести "Марш за федералізацію Сибіру". У випадку незгоди зняти матеріал, Роскомнагляд пообіцяв заблокувати доступ до сайту з території Росії. За повідомленням редакції ТСН: 
|  | Для того, щоб наші читачі в Росії мали повний доступ до сайту ТСН.ua, редакцією прийнято рішення видалити дану публікацію. |

Проте Російська служба Бі-бі-сі відмовилася видаляти зі свого інтернет ресурсу інтерв'ю з російським художником і активістом Артемом Лоскутовим, який виклав свій власний погляд на цей марш. Після чого Роскомнагляд надіслав Російській службі Бі-бі-сі повідомлення про обмеження доступу на території Росії до однієї вебсторінки сайту Російської служби Бі-бі-сі.

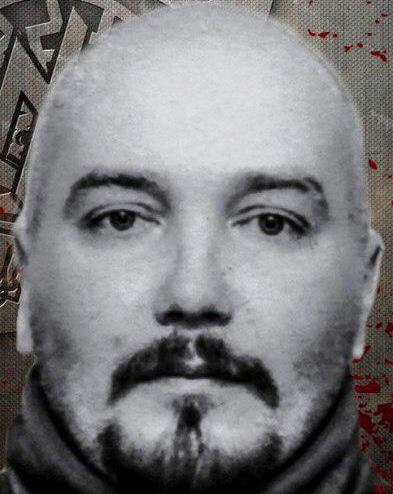
Борис Русаков, один з лідерів сибірських самостійників

## Інші реакції
Частина прихильників сибірської самостійності у 2014 році емігрували з Російської Федерації в Україну, долучилися до добровольчого руху і взяли участь у війні на Донбасі на українському боці. Один з лідерів сибірських самостійників Борис Русаков, що воював у лавах полку "Азов" на Донбасі, загинув у 2015 році.
На підтримку маршу висловились також активісти з Калінінградської області та Кубані.